# Левендис (дем Кожани)
Левендис или Ишъклар (на гръцки: Λεβέντης, до 1927 година Ισικλάρ, Исиклар) е село в Гърция, в дем Кожани, област Западна Македония.

## География
Левендис е разположено на 795 m надморска височина, североизточно от Кожани, в прохода между южните склонове на Каракамен (Вермио) и северните на планината Скопос, през който минава пътят от Кожани за Бер.

## История

### В Османската империя
В края на XIX век Ишъклар е турско село в Кожанска каза на Османската империя. Според статистиката на Васил Кънчов („Македония. Етнография и статистика“) през 1900 година в Ишаклар, Кожанска каза, има 137 турци.
На Етнографската карта на Битолския вилает на Картографския институт в София от 1901 година Ашиклер е чисто турско село в Кожанската каза на Серфидженския санджак с 52 къщи.
Според статистика на Серфидженския санджак на гръцкото консулство в Еласона от 1904 година в Асиклар (Ασικλάρ), Кожанска каза, живеят 110 турци.

### В Гърция
През Балканската война в 1912 година в селото влизат гръцки части и след Междусъюзническата в 1913 година остава в Гърция. В 1913 година селото (Ισικλάρ) има 136 жители. През 20-те години населението му се изселва в Турция и на негово място са настанени гърци туркофони, бежанци от Турция. През 1927 година името на селото е сменено на Левендис или Фарос. В 1928 година Фарос е изцяло бежанско с 19 семейства и 63 жители бежанци.
Населението традиционно произвежда жито, тютюн и се занимава и със скотовъдство.
| Година    | 1913 | 1920 | 1928 | 1940 | 1951 | 1961 | 1971 | 1981 | 1991 | 2001 | 2011 | 2021 |
| --------- | ---- | ---- | ---- | ---- | ---- | ---- | ---- | ---- | ---- | ---- | ---- | ---- |
| Население | 136  | 120  | 42   | 57   | 56   | 31   | 11   | 42   | 24   | 12   | 7    | 3    |